# نووبورنوو
نووبورنوو (انگلیسی: Novoburnovo) یک شهرک در شهرستان بیرسکی باشقیرستان کشور روسیه است.